# Insula Chios
Chios (greacă Χίος) este o insulă din Grecia, aflată în Marea Egee, la 7 km de coasta Turciei.
Mănăstirea Nea Moni de pe insula Chios a fost înscrisă în anul 1990 pe lista patrimoniului cultural mondial UNESCO.
De asemenea, insula Chios mai este cunoscută și ca „insula parfumurilor” ("smelling island") - datorită florilor care cresc la tot pasul, de o diversitate coloristică deosebită.
Dar ceea ce face cu adevărat deosebită insula este arborele de mastic, care crește numai în această insulă, în zona numită „Satele de Mastic”.
Arborele de mastic produce o rășina puțin opacă - care are proprietăți curative în tratarea, în special, a bolilor aparatului digestiv.

## Municipalități și comunități

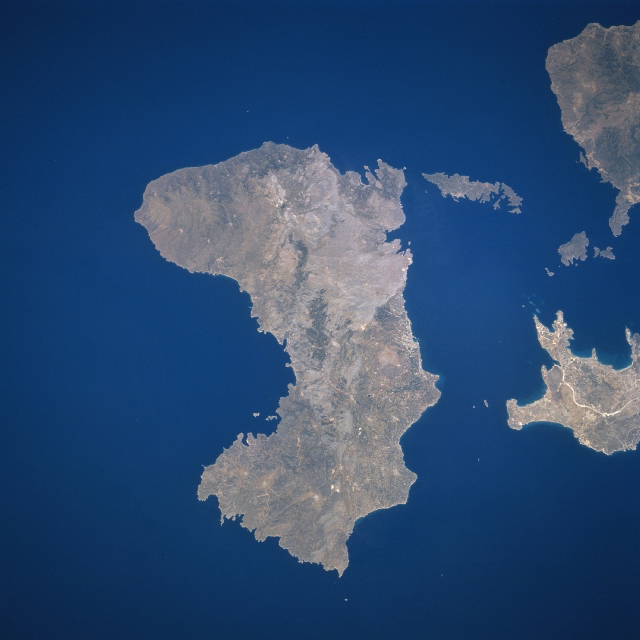
Insula văzută din satelit

| Municipalitate | Cod YPES | Reședință (dacă e diferită) | Cod poștal | Cod zonal         |
| -------------- | -------- | --------------------------- | ---------- | ----------------- |
| Agios Minas    | 5401     | Thymiana                    | 821 00     | 22730-3           |
| Amani          | 5402     | Volissos                    | 821 03     | 22740-2           |
| Chios          | 5409     |                             | 821 00     | 22710-2 through 4 |
| Ionia          | 5403     | Kallimasia                  | 821 00     | 22710-5 through 6 |
| Kampochora     | 5404     | Chalkeio                    | 821 00     | 22710-8           |
| Kardamyla      | 5405     |                             | 823 00     | 22720-2           |
| Mastichochoria | 5406     | Pyrgi                       | 821 02     | 22710-7           |
| Oinousses      | 5407     |                             | 821 03     | 22710-52          |
| Omiroupoli     | 5408     | Vrontados                   | 822 00     | 22710-9           |
| Psara          | 5410     |                             | 821 04     | 22740-6           |

## Personalități născute aici
- Iacob Paleolog (1520 - 1585), călugăr umanist;
- Ioan de Camillis (1641 - 1706), episcop greco-catolic;
- Leo Allatius (1856 - 1669), teolog, filolog;
- Mikis Theodorakis (1925 - 2021), compozitor;
- Helen Damico (1931 - 2020), profesoară universitară;
- Andreas Papandreou (1919 - 1996), om politic, fost premier al Greciei⁠(d).